# Ti rivedrò tra gli angeli/Non ti fermare mai
Ti rivedrò tra gli angeli / Non ti fermare mai è il sesto singolo su 7" de I Rokketti pubblicato nel 1967 dalla CDB.

## Tracce
Lato A
1. Ti rivedrò tra gli angeli (Giambattista Bonavera, Lawrence Whiffin, Mario Paparozzi)

Lato B
1. Non ti fermare mai (Berry Gordy, Giuseppe Cassia)